# Naticopsidae
De Naticopsidae zijn een familie van uitgestorven weekdieren uit de klasse van de Gastropoda (slakken).

## Onderfamilies
De volgende onderfamilies zijn bij de familie ingedeeld:
- † Ampezzonaticopsinae Bandel, 2007
- † Hologyrinae Kittl, 1899
- † Naticopsinae Waagen, 1880